# Centro Democratico (Croazia)
Centro Democratico (in croato: Demokratski Centar - DC) è stato un partito politico croato di orientamento cristiano-democratico costituitosi nel 2000 su iniziativa di Mate Granić e Vesna Škare-Ožbolt, in seguito ad una scissione dall'Unione Democratica Croata (HDZ).
Nel 2015, superate le tensioni con tale formazione politica, il partito è confluito nella stessa HDZ.

## Parlamentari
IV legislatura (2000-2003)
- Mate Granić
- Pavao Miljavac
- Đuro Njavro - Aderisce successivamente a Vera Rinascita Croata (Hrvatski Istinski Preporod - HIP)
- Vesna Škare-Ožbolt

V legislatura (2003-2008)
- Vesna Škare-Ožbolt -Sostituita dal 23.12.2003 al 15.09.2004 da Mate Brletić; fino al 21.02.2006 da Frano Piplović

VI legislatura (2008-2011)
Extraparlamentare
VII legislatura (2011-2015)
- Vesna Škare-Ožbolt - Mandato sospeso; entra in carica nel 2014 subentrando a Ivanka Roksandić, sua sostituta nel periodo 2011-2014

## Risultati
| Elezione          | Elezione             | Voti    | %    | Seggi   |
| ----------------- | -------------------- | ------- | ---- | ------- |
| Parlamentari 2000 | In HDZ               | –       | –    | 4 / 151 |
| Parlamentari 2003 | Con HSLS             | 100.335 | 4,05 | 1 / 152 |
| Parlamentari 2007 | Con Verdi di Croazia | 20.128  |      | 0 / 153 |
| Parlamentari 2011 | Con HDZ              | 46.055  |      | 1 / 151 |
| Europee 2013      | Europee 2013         | 5.413   | 0,73 | 0 / 12  |